# فيلفرانش دو رويرغ
فيلفرانش دو رويرغ بلدية تقع في إقليم أفيرون في جنوب فرنسا. ترتبط محطة فيلفرانش دو رويرغ بخطوط سكك حديدية مع تولوز وفيجيا وأوريلاك.

## التاريخ
في نهاية الحملة الصليبية الكاثارية التي قادها "البارونات" الشماليون ضد أوكسيتانيا الجنوبية بحجة دينية (محاربة بدعة الكاثار )، هُزم كونت تولوز وأبرم معاهدة باريس في عام 1229. وبهذا أعطى الكونت مقاطعة رويرغي لابنته، تزوجت من ألفونس دي بواتييه شقيق القديس لويس ملك فرنسا، أسس ألفونس مدينة فيلفرانش في موقع قرية قديمة تسمى لا بيراد في عام 1252.
في عام 1348 كانت المدينة مزدهرة إلى درجة أنه تم إقرار قوانين الترف. وبعد فترة وجيزة سقطت المدينة في أيدي الأمير الأسود إدوارد، لكنها كانت أول مكان في غويانا يثور ضد الإنجليز. تم منح امتيازات جديدة للمدينة من قبل شارل الخامس، ولكن تم سحبها من قبل لويس الحادي عشر.
في عام 1588 صد السكان قوات الرابطة الهانزية، وبعد ذلك قاموا بقتل الحاكم الذي أرسله هنري الرابع. اجتاح الطاعون المدينة في أعوام 1463 و1558 و1628، وفي عام 1643 تم قمع ثورة بوحشية. خلال الحرب العالمية الثانية، بينما كانت تحتلها ألمانيا النازية، استقبلت فيلفرانش فرقة كبيرة من قوات الأمن الخاصة الألمانية رقم 13 (الكرواتية الأولى) بقيادة فريد دزانيتش، وإدوارد ماتوتينوفيتش، وبوزو يلينيك، ونيكولا فوكليتش، قامت كتيبة واحدة بتمرد ضد النازيين في 17 سبتمبر 1943 ( انتفاضة فيلفرانش دي رويرج )، ولكن سرعان ما تم قمعها وإعدام معظمهم في الموقع. وقد ألهم القليلون الذين نجوا المقاومة الفرنسية في أفيرون.

## المباني
يمر أحد الشوارع الرئيسية أسفل رواق كاتدرائية نوتردام، الكنيسة الرئيسية في فيلفرانش. تم بناء كاتدرائية نوتردام في الفترة من 1260 إلى 1581، والبرج الضخم الذي يعلو شرفتها ينتمي إلى الطراز المعماري القوطي المتأخر. يعود تاريخ الأعمال الخشبية في الجوقة إلى القرن الخامس عشر.
يستمد دير الكارثوزيين المطل على المدينة من الضفة اليسرى لنهر أفيرون الكثير من الاهتمام بسبب اكتمال مبانيه والحفاظ عليها جيدًا، والتي يعود تاريخها إلى القرن الخامس عشر. وهي تشمل كنيسة، وردهة، ودار اجتماعات، وقاعة طعام، وغرفة عرض وديرين، أصغرهما تحفة فنية على الطراز القوطي المتأخر.

## المدن التوأم – المدن الشقيقة
لفيلفرانش دو رورج اتفاقيات توأمة مع:
- بيهاتش، البوسنة والهرسك
- بولا، كرواتيا
- سارزانا، إيطاليا

## روابط خارجية
- (بالفرنسية) Villefranche-de-Rouergue official website نسخة محفوظة 29 يونيو 2011 على موقع واي باك مشين.
- (بالفرنسية) Tourist office website
- (بالفرنسية) Pictures of Villefranche-de-Rouergue in "Paysages d'Aveyron"

## وصلات خارجية
- الموقع الرسمي